# Chikbommanhal, Koppal
Chikbommanhal là một làng thuộc tehsil Koppal, huyện Koppal, bang Karnataka, Ấn Độ.